# 欽州 (古代)
欽州（きんしゅう）は、中国にかつて存在した州。隋代から民国初年にかけて、現在の広西チワン族自治区欽州市一帯に設置された。

## 概要
天監年間、南朝梁により設置された安州を前身とする。
598年（開皇18年）、隋により安州は欽州と改称された。607年（大業3年）に州が廃止されて郡が置かれると、欽州は寧越郡と改称された。
621年（武徳4年）、唐が蕭銑を滅ぼすと、寧越郡は欽州と改められた。742年（天宝元年）、欽州は寧越郡と改称された。758年（乾元元年）、寧越郡は欽州の称にもどされた。欽州は嶺南道の容管十州に属し、欽江・保京・霊山・遵化・内亭の5県を管轄した。
宋のとき、欽州は広南西路に属し、安遠・霊山の2県を管轄した。
1278年（至元15年）、元により欽州に安撫司が置かれた。1280年（至元17年）、欽州安撫司は欽州路総管府と改められた。欽州路は湖広等処行中書省に属し、安遠・霊山の2県を管轄した。
1369年（洪武2年）、明により欽州路は欽州府と改められた。1374年（洪武7年）、欽州府は欽州に降格した。1376年（洪武9年）、欽州は欽県に降格し、廉州府に属した。1381年（洪武14年）、再び欽県は欽州に昇格した。欽州は廉州府に属し、霊山県1県を管轄した。
1888年（光緒14年）、清により欽州は直隷州に昇格した。欽州直隷州は広東省に属し、防城県1県を管轄した。
1912年、中華民国により欽州直隷州は廃止され、欽県と改められた。